# Johnny Juzang
Jonathan Anh „Johnny” Juzang (ur. 17 marca 2001 w Los Angeles) – amerykański koszykarz, wietnamskiego pochodzenia, występujący na pozycji rzucającego obrońcy, obecnie zawodnik Utah Jazz.

## Osiągnięcia
Stan na 20 stycznia 2023, na podstawie, o ile nie zaznaczono inaczej.
NCAA
- Uczestnik rozgrywek:
  - NCAA Final Four (2021)
  - Sweet 16 turnieju NCAA (2021, 2022)
- Mistrz sezonu regularnego konferencji Southeastern (SEC – 2020)
- Zaliczony do:
  - I składu:
    - Pac-12 (2022)
    - NCAA Final Four (2021 przez Associated Press)[4]

  - II składu Pac-12 (2021)
  - III składu All-American (2022 przez NABC)
  - honorable mention All-American (2022 przez USBWA, Associated Press)
- Zawodnik kolejki konferencji Pac-12 (15.02.2021, 15.11.2021, 24.01.2022)